# 獅王

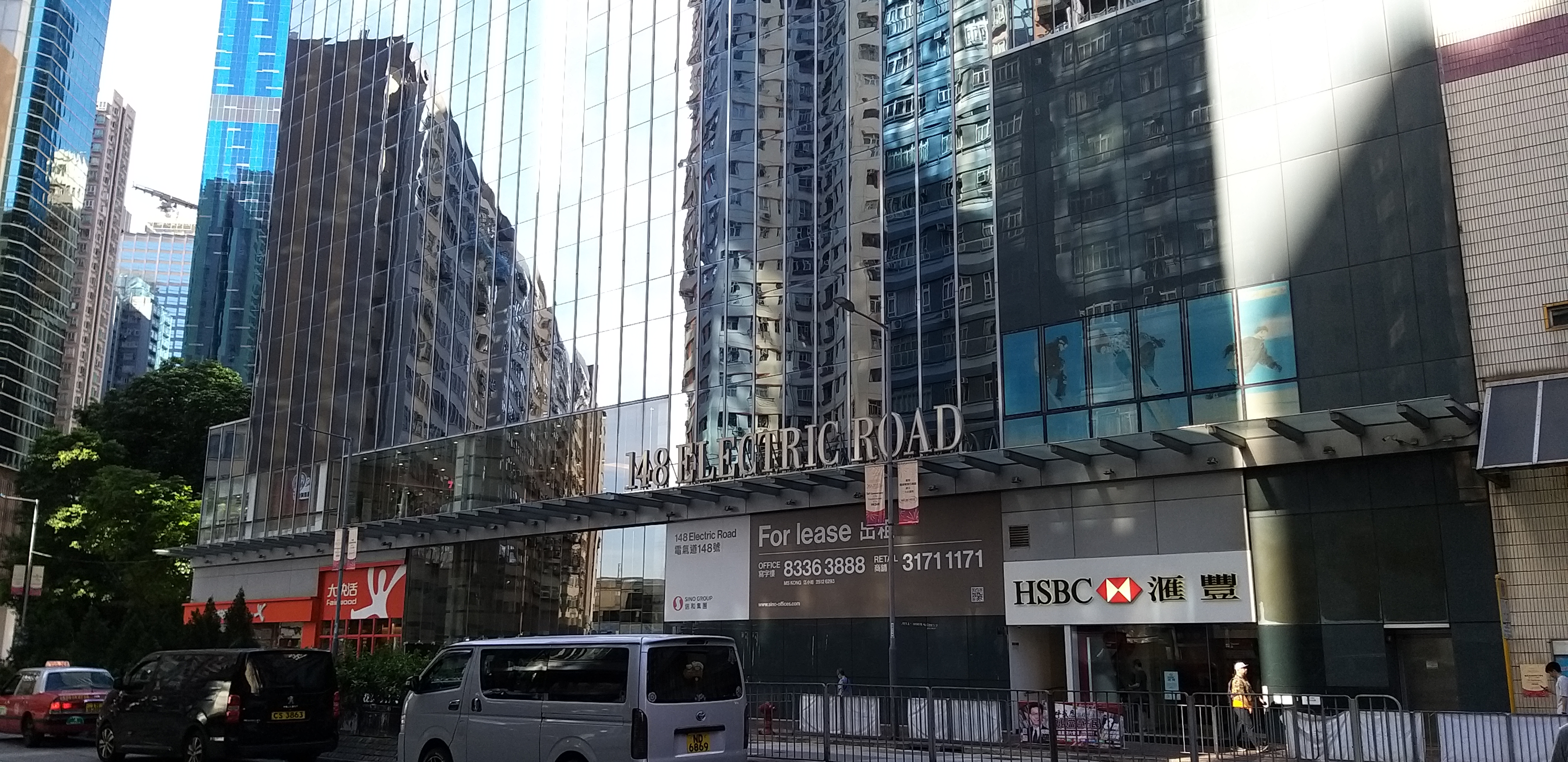
獅王（香港）位於炮台山電氣道148號

獅王（日语：ライオン）是日本一家日用品製造商，主要生產洗劑、肥皂、牙膏等日用品，以及醫藥品、化工產品，總部位於東京藏前。公司由小林富次郎在1891年（明治24年）10月創建，當時以販製「獅標LION齒磨」（日语：獅子印ライオン歯磨）潔齒粉發跡，1896年第一款獅王牙粉上市，接著在1911年日本第一支牙膏──獅王牙膏上市，該公司在當時有著很高的商品開發力；1966年（昭和41年）發售的廚房用洗劑在日本幾乎是廚房用洗劑的代名詞。實際上是世界首個廚房用洗劑。

## 台灣獅王工業
1967年，由原本在臺北縣新店鎮（今 新北市新店區）成立的大昌化工與獅王合資成立「獅子油脂股份有限公司」，總部搬遷至五股鄉（今 五股區）。2003年，獅子油脂更名為「獅王工業股份有限公司」。
獅王工業是少數在台灣雇用身障員工聞名的業者。

## 外部連結
- 獅王官方網站 （页面存档备份，存于）（日語）（英文）（繁體中文）
- 獅王線上商店 （页面存档备份，存于）（日語）
- 健康美容研究所 （页面存档备份，存于）（日語）
- 香港獅王 （页面存档备份，存于）（繁體中文）
- 台灣獅王 （页面存档备份，存于）（繁體中文）
- 中國獅王 （页面存档备份，存于）（简体中文）
- 馬來西亞獅王 （页面存档备份，存于）
- 印尼獅王 （页面存档备份，存于）
- 泰國獅王 （页面存档备份，存于）
- 新加坡獅王 （页面存档备份，存于）
- 韓國獅王 （页面存档备份，存于）